# Vahagn Davtjan
Vahagn Davtjan (Erevan, 19 agosto 1988) è un ginnasta armeno.

## Biografia
È fratello maggiore di Artur Davtjan, anch'egli ginnasta di caratura internazionale.
Ai campionati europei di Berna 2016 ha vinto la medaglia d'argento ad ex aequo con Denis Abljazin, nel concorso degli anelli.
Ai Giochi europei di Minsk 2019 ha raccolto l'argento negli anelli, completando la prova dietro all'italiano Marco Lodadio.
Agli europei individuali di Adalia 2023 ha ottenuto l'argento negli anelli, terminando alle spalle del turco Adem Asil.

## Palmarès
- Europei

Berna 2016: argento negli anelli.
Stettino 2019: bronzo negli anelli.
Adalia 2023: argento negli anelli.
- Giochi europei

Minsk 2019: argento negli anelli.